# جون هونمان
جون هونمان (1760-1839) (بالإنجليزية: John Hunnemann )‏ هو عالم نبات بريطاني.